# Яналіф
Яналі́ф (тат. "яңа əлифба/jaꞑa əlifʙa", башк. яңы əлифбə, скорочено: "яңалиф/jaꞑalif", букв. «новий алфавіт»), в офіційній радянській пресі — Новий тюркський алфавіт (НТА) — проєкт переведення всіх тюркських мов на однотипний алфавіт на основі латиниці, запропонований наприкінці 1920-х років в рамках політики латинізації. Був офіційно запроваджений 1928 року в тюркомовних республіках та автономних республіках СРСР замість абеток на основі арабської. Протягом 1938-1940 років форсованими темпами замінений на алфавіти на основі кирилиці. Наразі не використовується.
Алфавіт налічував 33 знаки, з них 9 для голосних. Апостроф застосовувався для позначення гортанного зімкнення (аналог арабської літери гамза) та іноді вважався окремою літерою. Для іноземних імен іноді використовувалися додаткові літери. Малий варіант літери B, щоб уникнути плутанини з буквою Ь ь, виглядав як ʙ, а велика форма літери Y — як кирилична У. Літера № 33 не представлена в Юнікоді, але виглядає як м'який знак в кирилиці. Велика літера Ə в низці шрифтів виглядає як кирилична Э.

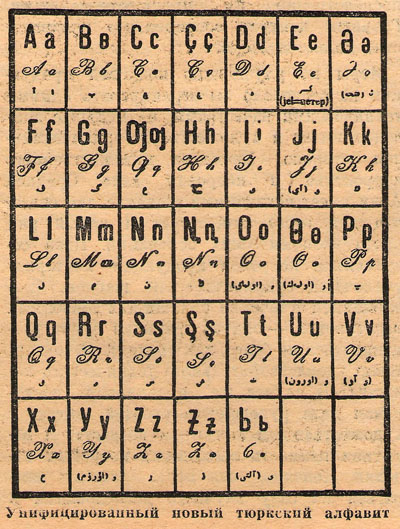
Уніфікований новий тюркський алфавіт, 1928

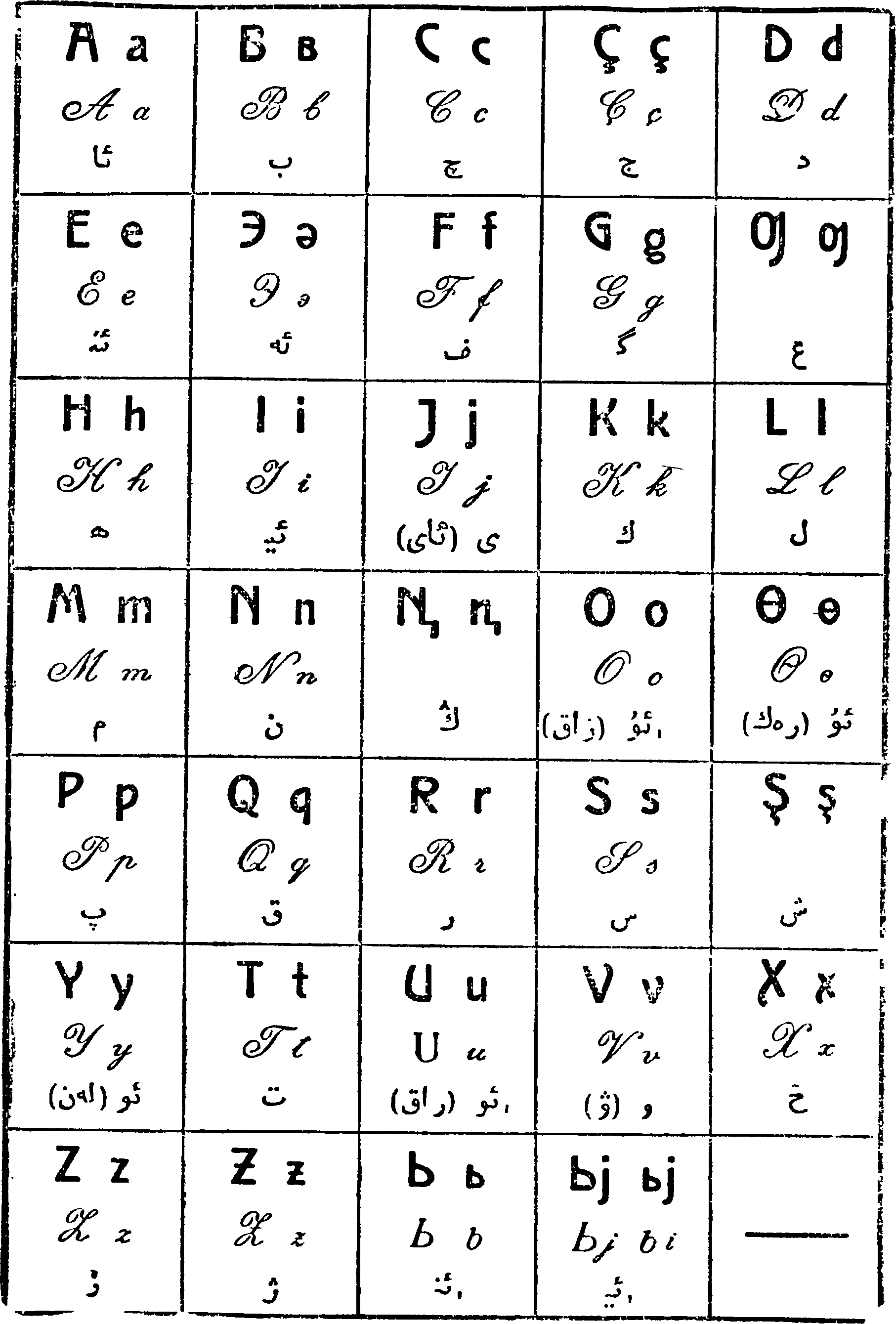
Татарський Яналіф, 1928

| №      | знаки | Yaña imlâ на основі арабського письма | Непринятий сучасний татарський алфавіт на основі латиниці | Суч. татар. та башкир. алфавіт на основі кирилиці |
| ------ | ----- | ------------------------------------- | --------------------------------------------------------- | ------------------------------------------------- |
| 1      | A a   | ﯪ                                     | A a                                                       | А а                                               |
| 2      | B ʙ   | ﺏ                                     | B b                                                       | Б б                                               |
| 3      | C c   | ﭺ                                     | Ç ç                                                       | Ч ч                                               |
| 4      | Ç ç   | ﺝ                                     | C c                                                       | Җ җ                                               |
| 5      | D d   | ﺩ                                     | D d                                                       | Д д                                               |
| 6      | E e   | ﺋ                                     | E e                                                       | Е е (э)                                           |
| 7      | Ə ə   | ﺋﻪ                                    | Ä ä                                                       | Ә ә                                               |
| 8      | F f   | ﻑ                                     | F f                                                       | Ф ф                                               |
| 9      | G g   | ﮒ                                     | G g                                                       | Г г (гь)                                          |
| 10     | Ƣ ƣ   | ﻉ                                     | Ğ ğ                                                       | Г г (гъ)                                          |
| 11     | H h   | ﻩ                                     | H h                                                       | Һ һ                                               |
| 12     | I i   | ئی                                    | İ i                                                       | И и                                               |
| 13     | J j   | ﻯ                                     | Y y                                                       | Й й                                               |
| 14     | K k   | ﮎ                                     | K k                                                       | К к (кь)                                          |
| 15     | L l   | ﻝ                                     | L l                                                       | Л л                                               |
| 16     | M m   | ﻡ                                     | M m                                                       | М м                                               |
| 17     | N n   | ﻥ                                     | N n                                                       | Н н                                               |
| 18     | Ꞑ ꞑ   | ﯓ                                     | Ñ ñ                                                       | Ң ң                                               |
| 19     | O o   | ﯰ,                                    | O o                                                       | О о                                               |
| 20     | Ɵ ɵ   | ﯰ                                     | Ö ö                                                       | Ө ө                                               |
| 21     | P p   | ﭖ                                     | P p                                                       | П п                                               |
| 22     | Q q   | ﻕ                                     | Q q                                                       | К к (къ)                                          |
| 23     | R r   | ﺭ                                     | R r                                                       | Р р                                               |
| 24     | S s   | ﺱ                                     | S s                                                       | С с                                               |
| 25     | Ş ş   | ﺵ                                     | Ş ş                                                       | Ш ш                                               |
| 26     | T t   | ﺕ                                     | T t                                                       | Т т                                               |
| 27     | U u   | ﯮ,                                    | U u                                                       | У у                                               |
| 28     | V v   | ﻭ                                     | W w                                                       | В в (в, у)                                        |
| 29     | X x   | ﺡ                                     | X x                                                       | Х х                                               |
| 30     | У y   | ﯮ                                     | Ü ü                                                       | Ү ү                                               |
| 31     | Z z   | ﺯ                                     | Z z                                                       | З з                                               |
| 32     | Ƶ ƶ   | ﮊ                                     | J j                                                       | Ж ж                                               |
| 33     | Ƅ ƅ   | ﺋ,                                    | I ı                                                       | Ы ы                                               |
| (34.1) | '     | ء                                     | '                                                         | ъ, ь, э                                           |
| (34.2) | ƅj    | ئی,                                   | (Í í)                                                     | ый                                                |